# Genista monspessulana
La retamilla (Genista monspessulana) es una especie de arbusto leñoso perenne, y una leguminosa. La especie es nativa de la región del Mediterráneo, y es considerada una especie invasora en muchas áreas donde fue introducida.

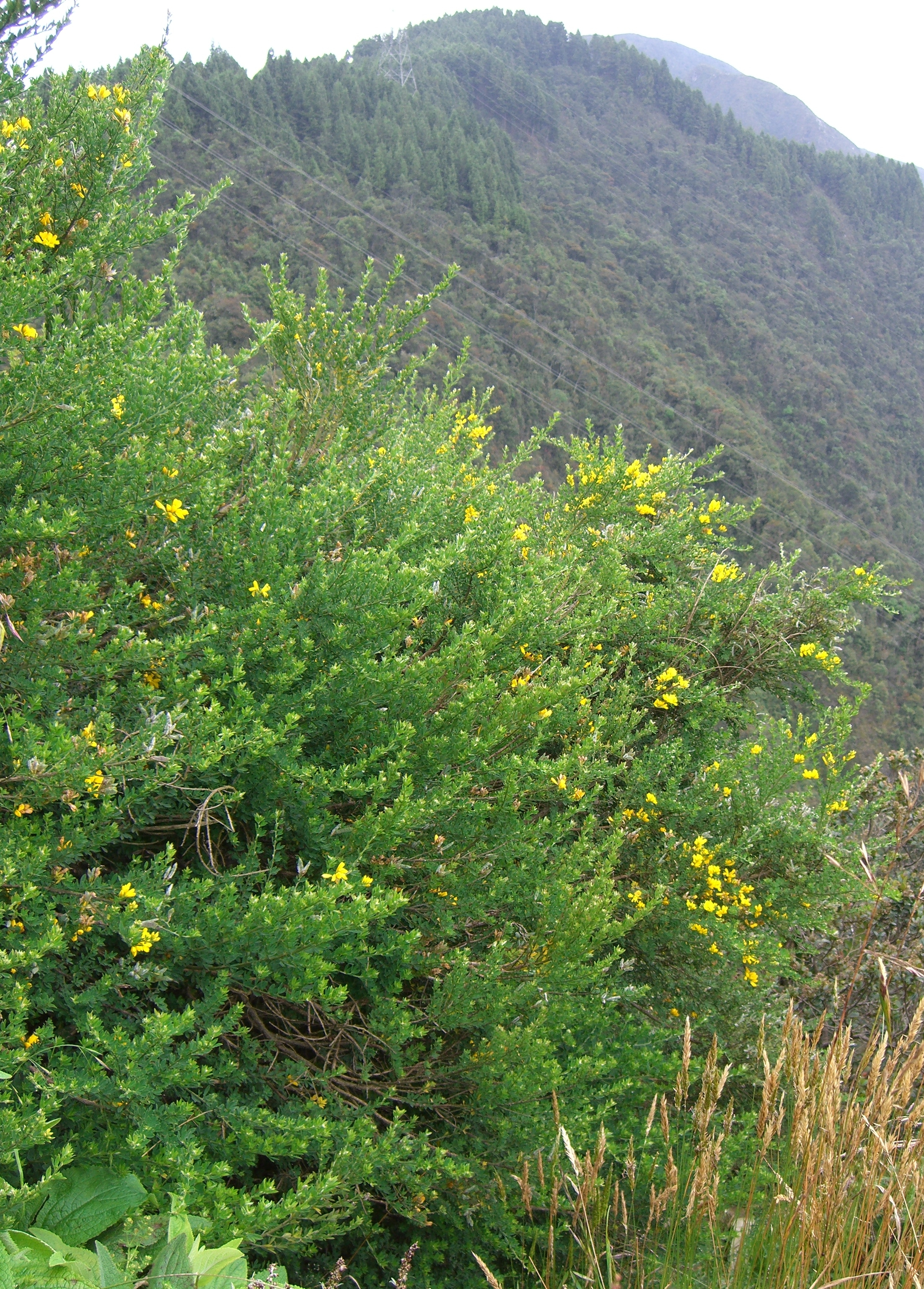
Vista de la planta

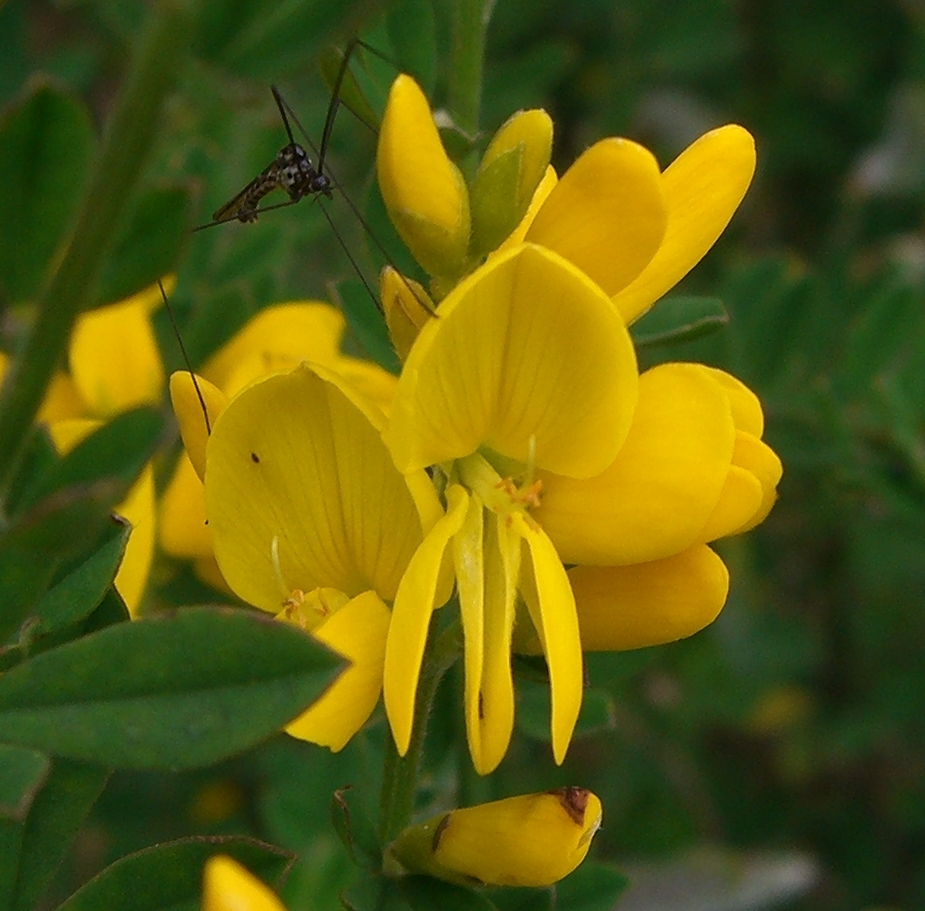
Detalle de la flor

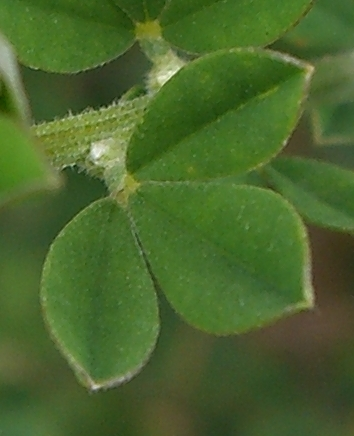
Detalle de la hoja

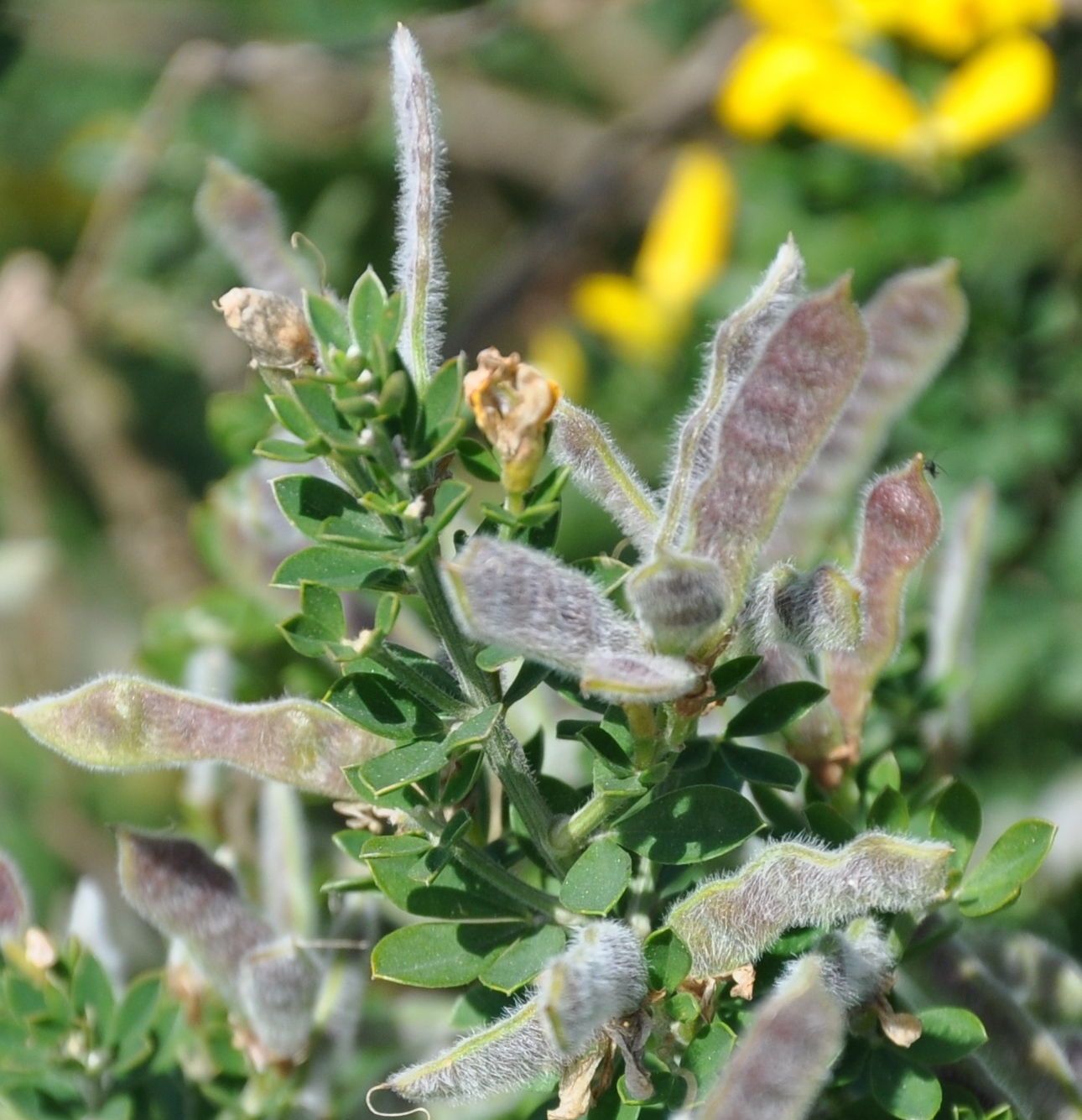
Frutos

## Descripción
Alcanza 1-3 m de altura, con ramas verdes, delgadas. Hojas siempreverdes, trifoliadas con 3-foliólos angostos obovados, de 1-2 cm de largo. Flores amarillas, agrupadas 3-9 juntas en cortos racimos. Como otras leguminosas, desarrollan sus semillas dentro de una vaina. Estas tienen 2-3 cm de largo, firmes y duras, transportadas fácilmente por agua y por animales. Abren violentamente, dispersándolas varios metros. La planta semilla una vez alcanzado una altura de aproximadamente 4 dm, y pueden vivir 10-20 años. Una planta madura puede producir 10 000 semillas por estación. Esta generosa producción de simiente y su habilidad para rebrotar después de tala o incendio, ayuda a invadir nuevos hábitats vigorosamente cuando se introduce.

Está relacionada con Cytisus scoparius y con Spartium junceum. Este conjunto de plantas es común en arbustales europeos. 
Se distribuye originariamente a través de la Europa Mediterránea y el noroeste de África, Azores, e islas Canarias. Debido a su baja tolerancia a helada respecto a otras especies de Genista, es más común en áreas más calientes, y más bajas elevaciones. Se la halla en la línea costera y en ínsulas soleadas, y le va mejor con buenas lluvias y suelos arenosos.

## Invasividad
Al introducirla a una nueva área, puede convertirse en una especie invasora. Su vigor reproductivo y preferencia por clima Mediterráneo la hace una muy exitosa especie en California y el Pacífico Noroeste, donde es considerada una severa maleza, cubriendo más de 40.000 ha. Y también muy dispersa en Australia, donde enmaleza 600.000 ha y también es considerada una maleza nociva. En las zonas central y sur de Chile también es considerada una amenaza que desplaza formaciones matorrales nativas.
La planta compite con la vegetación nativa y usualmente gana, formando densos campos donde otras especies están imposibilitadas de crecer. Sus stands son gruesos y son aprovechados como forrajera para animales domésticos y silvestres. Otros efectos dañinos incluye su habilidad de llevar sus semillas a áreas reforestadas, su tendencia a someterse al fuego, y la toxicidad de sus hojas y semillas, que contienen venenos alcaloides para muchos grandes domésticos animales.

## Taxonomía
Genista hirsuta  fue descrita por (L.) L.A.S.Johnson y publicado en Contributions from the New South Wales National Herbarium 3: 98. 1962.
Etimología
Genista: nombre genérico que proviene del latín de la que los reyes y reinas Plantagenet de Inglaterra tomaron su nombre, planta Genesta o plante genest, en alusión a una historia que, cuando Guillermo el Conquistador se embarcó rumbo a Inglaterra, arrancó una planta que se mantenía firme, tenazmente, a una roca y la metió en su casco como símbolo de que él también sería tenaz en su arriesgada tarea. La planta fue la llamada planta genista en latín. Esta es una buena historia, pero por desgracia Guillermo el Conquistador llegó mucho antes de los Plantagenet y en realidad fue Godofredo de Anjou que fue apodado el Plantagenet, porque llevaba un ramito de flores amarillas de retama en su casco como una insignia (genêt es el nombre francés del arbusto de retama), y fue su hijo, Enrique II, el que se convirtió en el primer rey Plantagenet. Otras explicaciones históricas son que Geoffrey plantó este arbusto como una cubierta de caza o que él la usaba para azotarse a sí mismo. No fue hasta que Ricardo de York, el padre de los dos reyes Eduardo IV y Ricardo III, cuando los miembros de esta familia adoptaron el nombre de Plantagenet, y luego se aplicó retroactivamente a los descendientes de Godofredo I de Anjou como el nombre dinástico.
monspessulana: epíteto geográfico que alude a su localización en Montpellier, Francia.
Sinonimia
- Cytisus candicans (L.) DC.
- Cytisus candicans (L.) Lam.
- Cytisus kunzeanus Willk.
- Cytisus monspessulanus L.
- Genista candicans L.
- Teline monospessulana (L.) K.Koch
- Teline monspessulana (L.) K.Koch[11]